# Takayuki Tanii
Takayuki Tanii (谷井孝行, Tanii Takayuki) (né le 14 février 1983 à Namerikawa, préfecture de Toyama) est un athlète japonais, spécialiste de la marche, médaillé de bronze du 50 km aux championnats du monde de Pékin en 2015. 

## Biographie
8e du 50 km marche des championnats du monde de Daegu de 2011 en 3 h 48 min 3 s, Takayuki Tanii participe ensuite aux Jeux olympiques d'été de 2012 à Londres où il doit abandonner. Il obtient une nouvelle place de finaliste aux Mondiaux de Moscou en 2013, terminant 8e en 3 h 44 min 26 s.
Aux championnats du monde de Pékin en 2015, Tanii décroche la médaille de bronze sur le 50 km en 3 h 42 min 55 s, derrière le Slovaque Matej Toth et l'Australien Jared Tallent. Il devient à cette occasion le premier marcheur japonais de l'histoire médaillé aux Mondiaux. 

## Palmarès
| Date | Compétition           | Lieu           | Résultat | Épreuve      | Performance     |
| ---- | --------------------- | -------------- | -------- | ------------ | --------------- |
| 2011 | Championnats du monde | Daegu          | 8e       | 50 km marche | 3 h 48 min 3 s  |
| 2012 | Jeux olympiques       | Londres        | DNF      | 50 km marche | -               |
| 2013 | Championnats du monde | Moscou         | 8e       | 50 km marche | 3 h 44 min 26 s |
| 2015 | Championnats du monde | Pékin          | 3e       | 50 km marche | 3 h 42 min 55 s |
| 2016 | Jeux olympiques       | Rio de Janeiro | 14e      | 50 km marche | 3 h 51 min 0 s  |

## Records
| Épreuve      | Performance     | Lieu    | Date             |
| ------------ | --------------- | ------- | ---------------- |
| 20 km marche | 1 h 20 min 39 s | Kobe    | 25 janvier 2004  |
| 50 km marche | 3 h 40 min 19 s | Incheon | 1er octobre 2014 |